# 五月の恋
『五月の恋』（原題:五月之恋、Love of May）は、2004年に台湾で公開された映画である。

## ストーリー
台湾に住むアレイは、人気バンドメイデイのギタリストであるシートウの弟。バンドのメールを管理するうちにハルビンの京劇団員学生シュアンとメールを交わすようになる。自分をメイデイのボーカル、アシンだと嘘をつき台湾の三義にある「五月の雪」と言われる花を見に連れていって欲しいと頼むシュアンと約束をしてしまう。

## キャスト
- アレイ - 陳柏霖（チェン・ボーリン）
- シュアン - 劉亦菲（リウ・イーフェイ）
- チュン - 呂徳明（リュイ・トーミン）： シュアンの父
- クイ - 李佳佳（チアチア・リー）： シュアンの母
- 趙更生 - 田豊（ティエン・フォン）： シュアンの祖父
- ファン - 唐志玲（タン・チーリン）： 祖父の台湾の妻
- アンアン - 許安安（シュー・アンアン）： アレイの友人
- パオ - 張浩霖（フランク・チャン）： アレイの友人
- メイデイ

## スタッフ
- 監督： 徐小明
- 制作： 韓三平、田壮壮
- 脚本： 黄志翔

## 音楽
- 主題歌「寂寞星球」（歌：メイデイ）
- エンディングテーマ「軽巧」（歌：メイデイ）
- サウンドトラック『五月之戀電影原聲帶』（ロックレコード）

## DVD
- チェン・ボーリン 五月の恋（2007年5月11日）